# 15609 Kosmaczewski
15609 Kosmaczewski (2000 GP124) là một tiểu hành tinh bay qua Sao Hỏa được phát hiện ngày 7 tháng 4 năm 2000 bởi Nhóm nghiên cứu tiểu hành tinh gần Trái Đất phòng thí nghiệm Lincoln ở Socorro.